# Brane Lučovnik
Brane Lučovnik, slovenski inženir prometa in politik, * 1952.
Državni sekretar Republike Slovenije (za letalstvo) na Ministrstvu za promet in zveze Republike Slovenije, direktor slovenskega letalskega prevoznika Adria Airways, predavatelj na Univerzi v Ljubljani in Univerzi v Mariboru.